# Wim Swerts
Wim Swerts (Tongeren, 19 april 1966) is een Vlaams striptekenaar.

## Biografie
Wim Swerts werd op 19 april 1966 in Tongeren geboren als jongste uit een kroost van vijf kinderen. Het artistieke zat er bij de familie Swerts altijd wel al in. Zijn vader zaliger, weliswaar vrederechter van beroep, hield zich in zijn vrije tijd bezig met onder andere het schrijven en regisseren van toneelstukken. Maar ook schilderen met olieverf kon hem bekoren. Overige broers en zus hebben allemaal iets creatiefs in zich dat ze al dan niet professioneel hebben benut.
Het tekenen zat Wim blijkbaar in het bloed.
Wim Swerts studeerde vrije grafiek aan het Provinciaal Hoger Kunstonderwijs te Hasselt van 1984 tot en met 1990. Met het eindwerk "Strip van de sluier", waarmee hij een onderscheiding haalde, kwam hij in contact met de Vlaamse stripwereld.

## Loopbaan
In 1989 werd Wim Swerts tijdens een vergadering van de Vlaamse Onafhankelijke Stripgilde voor het eerst opgemerkt door stripauteur Jean-Pol (bekend van onder andere Kabouter Plop, Kramikske & Sammy). Wim Swerts zou assistent van Jean-Pol geworden zijn om mee te tekenen aan de reeks Kramikske, maar in mei 1990 vroeg Danny Verbiest hem om Samson in een getekende vorm te gieten.
In oktober 1990 werd Wim Swerts zelfstandig striptekenaar en realiseerde in de zomer van dat jaar het eerste Samsonvakantieboek. Tot 1993 werkte Wim Swerts vooral aan de merchandising voor de bekende tv-hond. In 1993 kwamen dan de eerste stripverhalen van Samson en Gert op de markt. Die realiseerde Wim Swerts in samenwerking met Jean-Pol.
In 1997 richtte Wim Swerts met zijn studiegenoot en vriend Luc Van Asten (Vanas) het grafisch tekenbureau Lighthouse Productions op. Luc Van Asten stond reeds sinds 1990 in voor de inkleuring van het tekenwerk van Wim Swerts. In 1995 stelde Luc Van Asten het inkleuren van strips op computer in Vlaanderen op punt. Vanaf 1997 realiseerden Wim Swerts en Luc Van Asten na Samson & Gert nog diverse nieuwe Studio 100-reeksen, zoals strips en voorleesboekjes van Kabouter Plop en Piet Piraat.
In 2000 begonnen Swerts & Vanas op vraag van "Het Belang van Limburg" een nieuwe stripreeks rond het figuur Ambiorix. Scenarist Hec Leemans (bekend van Bakelandt & FC De Kampioenen) bedacht drie stripverhalen rond Ambionix. Door omstandigheden werd de reeks stopgezet, maar de samenwerking tussen Swerts & Vanas en Hec Leemans kende nog een vervolg. In 2003 werkten ze, in opdracht van Standaard Uitgeverij en Ketnet, samen aan een stripreeks gebaseerd op de tv-reeks W817 (Wacht-eens-even). Een jaar later maakten ze twee stripalbums rond tennisster Kim Clijsters, Kim geheten. In 2006 verscheen wederom een nieuwe stripreeks van Swerts & Vanas, ditmaal in samenwerking met scenarist Tom Bouden. De nieuwe reeks En daarmee Basta! geheten, was eveneens een adaptie van een tv-reeks van Ketnet.
Vanaf 2011 start hij op scenario van Hec Leemans een spinoffreeks van FC De Kampioenen rond het figuur van Mark Vertongen, Vertongen & Co genaamd.
In de periode van 1997 tot 2001 realiseerde Wim Swerts eveneens de lay-out en stripwerk voor het internationale fanclubblad "BGQ" van de Bee Gees.
In vijfentwintig jaar tijd tekende Wim Swerts bijna 190 verschillende boekjes (voorleesboeken en strips).
In 2017 werkt hij aan een eigen humorreeks die Léon & Napoleon zal heten.

### Stripreeksen
- Samson en Gert, gestopt (1993-2005).
- Kabouter Plop, gestopt (2000-2004).
- Ambionix, gestopt (2000-2000).
- W817,gestopt (2003-2011).
- Kim, gestopt (2004-2004).
- En daarmee Basta!, gestopt (2006-2009).
- Vertongen & Co, een spin-off van de F.C. De Kampioenen-reeks. (2011-...)

### Voorleesboeken
- Kabouter Plop (1997-2012).
- Piet Piraat (2002-2012).

## Vlaams Onafhankelijke Stripgilde
Wim Swerts was ook voorzitter van de Vlaamse Onafhankelijke Stripgilde, de wettelijk erkende beroepsvereniging van Vlaamse stripauteurs, van 2000 tot 2003.
De Stripvos, een prijs in naam van de stripvereniging voor een persoon of organisatie die de Vlaamse strip in bijzondere mate gesteund heeft, was een van zijn realisaties.